# Szarvas György
Szarvas György (Nagykőrös, 1880. december 21. – Nagykőrös, 1950. április 10.) zsidó származású magyar építész.

## Élete
Nagykőrösön dolgozott, a település meghatározó építésze volt a 20. század első felében. 1909 után több szecessziós lakóházat tervezett (pl. Eötvösházy–Jakab-kúria, Gaál-kúria), de ő vezette a Nagykőrösi zsinagóga építését is. Idősebb korában elsősorban szőlőtelepítésre tért át.